# ماکاندا، ایلینوی
ماکاندا (به انگلیسی: Makanda) یک روستا در ایالات متحده آمریکا است که در ایلینوی قرار دارد. ماکاندا ۱۳٫۸۲ کیلومتر مربع مساحت و ۵۶۱ نفر جمعیت دارد.